# Maranchón
Maranchón – gmina w Hiszpanii, w prowincji Guadalajara, w Kastylii-La Mancha, o powierzchni 153,32 km². W 2011 roku gmina liczyła 254 mieszkańców.